# Quintus Anicius Faustus
Quintus Anicius Faustus war ein römischer Legatus und Politiker (Konsul) des 2. und 3. Jahrhunderts n. Chr., der unter Septimius Severus als erster seiner Familie (homo novus) ein Konsulat errang.

## Familie

Karte der römischen Städte in Nordafrika

Quintus Anicius Faustus war mit Vesia Rustica Mactari, die wohl ritterlicher Abstammung war, verheiratet. Eine von ihr auf eigene Kosten errichtete Statuenbasis, deren Inschrift sie als Gemahlin des Quintus Anicius Faustus ausweist, wurde in Cuttilula, 8 Kilometer nördlich von Uzappa nahe Makthar in Tunesien gefunden. Eine gleichartige, an gleicher Stelle gefundene und gleichzeitig gefertigte Basis einer Seia Maxima nennt deren Ehemann Sextus Anicius Saturninus. In welchem verwandtschaftlichen Verhältnis beide Anicii standen, ist unklar. Sie können Brüder oder Cousins gewesen sein. Dass Saturninus der Vater des Faustus war, wird als weniger wahrscheinlich angesehen. Da eine weitere Inschrift für einen seiner Söhne – Sextus Anicius Faustus Paulinianus – Anicius Faustus zudem als Patron der civitas Uzappa (civitas Uzappensis) benennt, wird Uzappa als dessen Geburtsort angesehen. Dieser Familienzweig der Anicier war anscheinend wirtschaftlich und politisch in der Umgebung von Uzappa verwurzelt. Seine militärische Position brachte Anicius Faustus darüber hinaus das Patronat der Städte Cirta, Arsacal, Cuicul, Lambaesis und Thamugadi ein. Es ist möglich, dass er in zweiter Ehe mit einer Paulla verheiratet war. Mit Anicius Faustus Paulinus ist ein weiterer Sohn bekannt. Söhne dieses Paulinus und somit Enkel des Anicius Faustus waren Marcus Cocceius Anicius Faustus Flavianus und Sextus Cocceius Anicius Faustus Paulinus.

## Leben und Karriere

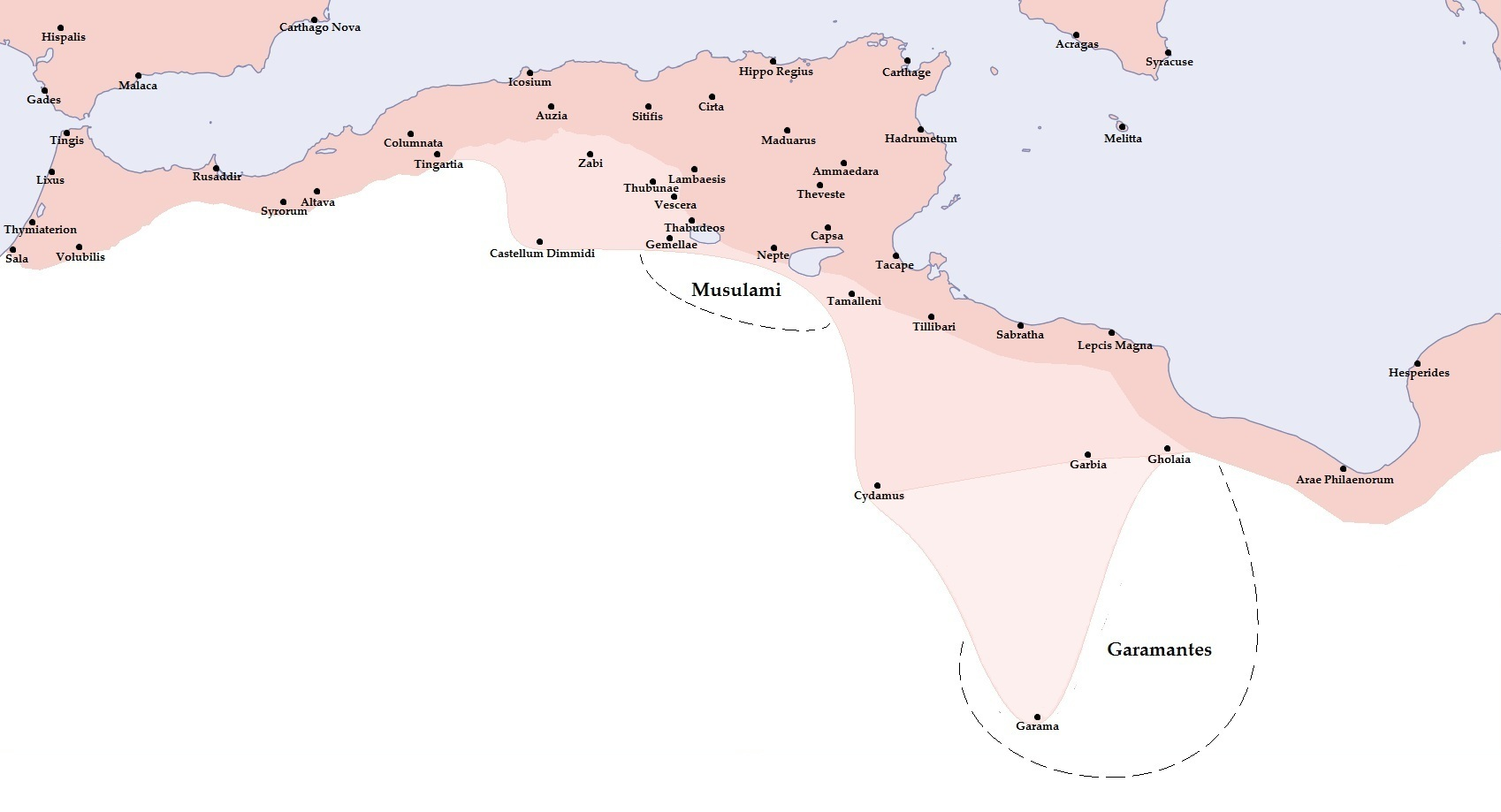
Militärische Aktionen unter Septimius Severus

Frühe Stationen aus dem cursus honorum des Quintus Anicius Faustus sind nicht bekannt. Erstmals in Erscheinung tritt er im Jahr 197 n. Chr. als Legatus von Numidia und Legionskommandeur der Legio III Augusta – eine Position, die er inschriftlich gesichert bis in das Jahr 201 n. Chr. innehatte. Vermutlich wurde er zuvor aufgrund militärischer Leistungen als eques durch adlectio inter praetorios in den Rang eines Prätors erhoben – Voraussetzung für die Stellung eines Legaten. In der Provinz Africa proconsularis war er vor allem mit der Neuorganisation Numidiens und Tripolitaniens sowie dem Ausbau des limes Tripolitanus betraut. Teils weit nach Süden vorgeschobene Militärposten wurden unter seiner Verantwortung errichtet – so etwa das Kastell Gheriat el-Garbia, das Kastell Gholaia, das Kastell Cidamus oder das Castellum Dimmidi (Messaad) –, in denen Vexillationen der von ihm befehligten legio III Augusta stationiert wurden. Da eine konkrete Bedrohungslage während dieser Zeit nicht überliefert ist, diente die Präsenz der römischen Einheiten vermutlich eher der Machtdemonstration und der Kontrolle der einheimischen Bevölkerung, insbesondere deren Wanderungsbewegungen.
Inschriften zeigen Anicius Faustus 197 n. Chr. als consul designatus, designierter Konsul, 198/199 n. Chr. als Suffektkonsul (in absentia, in Abwesenheit wegen seines Dienstes in Numidia), 201 n. Chr. als Konsular. Nicht näher bestimmbar, trat er frühestens 202 n. Chr. das Amt des legatus Augusti pro praetore der kaiserlichen Provinz Moesia Superior an, das er wohl mindestens 205 n. Chr. bekleidete. Im Jahr 217 wurde er anstelle des eigentlich ausgelosten Gaius Iulius Asper neuer Prokonsul der Provinz Asia. Vermutlich wurde sein Prokonsulat, das eigentlich 218 n. Chr. hätte enden müssen, um ein Jahr verlängert, denn der eigentlich für das Jahr 218/219 n. Chr. vorgesehene Marcus Aufidius Fronto durfte sein Amt nicht antreten und ein anderer Amtsträger ist für das Jahr nicht bekannt. Der Grund für den zeitlichen Abstand zwischen seinem Einsatz in Moesia und seinem Proconsulat ist unklar. Kaiser Septimius Severus und sein Nachfolger Caracalla schlossen ihn offensichtlich von der Verlosung der prokonsularischen Provinzen aus. Erst unter dem 217/218 n. Chr. regierenden Kaiser Macrinus, der ihn nach Asien schickte, konnte er seine Karriere fortsetzen. David M. Novak vermutete, dass der 205 n. Chr. ermordete Prätorianerpräfekt und Schwiegervater Caracallas, Plautian, sein Förderer war. Mit dessen Tod endete daher möglicherweise zunächst auch die Karriere des Anicius Faustus, die er erst unter dem einstigen Untergebenen des Plautian, Macrinus, fortsetzen konnte.